# التهاب جلد الجفن
التهاب جلد الجفن عادة ما يرتبط إلى التهاب الجلد التأتبي أو التحسسي.:78 المواد المتطايرة ودهان الإيبوكسي وبخاخ الحشرات وزيت قشر الليمون، قد تكون سببا في العديد من حالات التهاب جلد الجفن التماسي عند ملامستها للجفون حيث تنتقل عن طريق اليد.:78